# 575-та фольксгренадерська дивізія (Третій Рейх)
575-та фольксгренадерська дивізія (Третій Рейх) (нім. 575. Volksgrenadier-Division) — піхотна дивізія народного ополчення (фольксгренадери) вермахту за часів Другої світової війни.

## Історія
575-та фольксгренадерська дивізія сформована 25 серпня 1944 року в ході 32-ї хвилі мобілізації у III військовому окрузі на навчальному центрі Деберіц. Але вже 4 вересня 1944 року її частини пішли на доукомплектування 272-ї фольксгренадерської дивізії.

## Райони бойових дій
- Німеччина (серпень — вересень 1944)

## Командування

### Склад
| 1944                                      |
| ----------------------------------------- |
| 1183-й гренадерський полк                 |
| 1184-й гренадерський полк                 |
| 1185-й гренадерський полк                 |
| 1575-й артилерійський полк                |
| 1575-та рота зв'язку                      |
| 1575-те дивізійне управління забезпечення |